# Lijst van rijksmonumenten in Vleuten
De plaats Vleuten en omgeving, tegenwoordig onderdeel van de Utrechtse wijk Vleuten-De Meern, telt 26 inschrijvingen in het rijksmonumentenregister. Deze lijst beslaat het dorp, het buitengebied ten westen en noorden van het dorp, de buurten Haarrijn en Vleuterwijde en het Máximapark (inclusief de buurtschap Alendorp). Zie hieronder een overzicht.
| Object | Oorspronkelijke functie? | Bouwjaar                                  | Architect             | Locatie                     | Coördinaten?                 | Nr.?   | Afbeelding |
| --- | ------------------------ | ----------------------------------------- | --------------------- | --------------------------- | ---------------------------- | ------ | --- |
| Lindenhoeve | Boerderij                | 19e eeuw                                  |                       | Bochtdijk 2                 | 52° 7' 9" NB, 4° 59' 1" OL   | 37509  | Meer afbeeldingen |
| Broederschapshuisjes: laag huisje, gepleisterd en met riet gedekt; halve luiken, oude roeden vensters                                                            | Woonhuis                 | 17e eeuw                                  |                       | Dorpsstraat 1               | 52° 6' 23" NB, 5° 0' 42" OL  | 37510  | Broederschapshuisjes: laag huisje, gepleisterd en met riet gedekt; halve luiken, oude roeden vensters                                                            |
| Broederschapshuisjes: lage huisjes, gepleisterd en met riet gedekt, trapgeveltje. Halve luiken, oude roeden vensters, aan de achterzijde een uitgebouwde vleugel | Woonhuis                 | 17e eeuw                                  |                       | Dorpsstraat 3,3A,5          | 52° 6' 23" NB, 5° 0' 41" OL  | 37511  | Broederschapshuisjes: lage huisjes, gepleisterd en met riet gedekt, trapgeveltje. Halve luiken, oude roeden vensters, aan de achterzijde een uitgebouwde vleugel |
| Boerderij, langhuis, met riet gedekt | Boerderij                | 18e eeuw                                  |                       | Dorpsstraat 41              | 52° 6' 27" NB, 5° 0' 20" OL  | 37512  | Boerderij, langhuis, met riet gedekt |
| Nieuwlust | Woonhuis                 | aanvang 19e eeuw                          |                       | Dorpsstraat 70              | 52° 6' 24" NB, 5° 0' 6" OL   | 37513  | Meer afbeeldingen |
| Boerderij, dwarshuis, fraai met riet gedekt. Eiland waarop eens het huis Den Engh stond. Koetshuis, laag langgerekt gebouw, 18e eeuw                             | Boerderij                | 17e eeuw (boerderij) Koetshuis (18e eeuw) |                       | Enghlaan 17                 | 52° 6' 29" NB, 5° 2' 5" OL   | 37515  | Meer afbeeldingen |
| Kasteel den Ham | Kasteel, buitenplaats    | 1325 (eerste vermelding)                  |                       | Hamlaan 3                   | 52° 6' 21" NB, 4° 59' 44" OL | 37516  | Meer afbeeldingen |
| Geel gepleisterde boerderij, laag langhuis, afgewolfde voorgevel met riet gedekt                                                                                 | Boerderij                | 17e eeuw                                  |                       | Joostenlaan 1               | 52° 7' 1" NB, 5° 0' 11" OL   | 37517  | Meer afbeeldingen |
| De Brouwerij | Woonhuis                 | 15-17e eeuw                               |                       | Odenveltlaan 2              | 52° 6' 21" NB, 5° 0' 43" OL  | 37519  | Meer afbeeldingen |
| Boerderij "La Ferme Blanche" | Boerderij                | einde 19e eeuw                            |                       | Rijndijk 6                  | 52° 7' 29" NB, 4° 58' 52" OL | 37520  | Boerderij "La Ferme Blanche" |
| Boerderij langhuis, gepleisterd, houtgesneden randen, dak met pannen gedekt                                                                                      | Boerderij                | 1686                                      |                       | Thematerweg 18              | 52° 6' 51" NB, 5° 0' 53" OL  | 37521  | Meer afbeeldingen |
| Torenpleinkerk | Kerk en kerkonderdeel    | 1971 (herbouwd)                           |                       | Schoolstraat 5              | 52° 6' 24" NB, 5° 0' 44" OL  | 37522  | Meer afbeeldingen |
| Toren Torenpleinkerk | Kerk en kerkonderdeel    | ca. 1300                                  |                       | Schoolstraat bij 5          | 52° 6' 24" NB, 5° 0' 43" OL  | 37523  | Meer afbeeldingen |
| Broederschapshuisjes: gepleisterde lage met riet gedekte woning behorend bij serie lage huisjes uit de Dorpsstraat 1/5                                           | Woonhuis                 |                                           |                       | Torenplein 1                | 52° 6' 24" NB, 5° 0' 42" OL  | 37524  | Meer afbeeldingen |
| "de Hoed", fraai ijzeren gesmeed hek | Erfscheiding             | 16e eeuw                                  |                       | Utrechtseweg 111            | 52° 5' 56" NB, 5° 3' 29" OL  | 37525  | Meer afbeeldingen |
| Huis te Voorn. Eiland met twee torentjes | Bijzondere woonvorm      | 17e eeuw                                  |                       | Park Voorn 3                | 52° 5' 6" NB, 5° 4' 20" OL   | 37526  | Huis te Voorn. Eiland met twee torentjes |
| Terrein waarin overblijfselen van het versterkte huis "Den Engh"                                                                                                 | Archeologisch monument   | 13e eeuw                                  |                       |                             | 52° 6' 31" NB, 5° 2' 5" OL   | 46098  | Meer afbeeldingen |
| Overblijfselen van Huis te Vleuten | Archeologisch monument   | 13e eeuw                                  |                       |                             | 52° 6' 6" NB, 5° 1' 18" OL   | 46099  | Meer afbeeldingen |
| Terrein waarin overblijfselen van het versterkte huis "De Hoet"                                                                                                  | Archeologisch monument   | Middeleeuwen                              |                       |                             | 52° 5' 54" NB, 5° 3' 28" OL  | 46100  | Meer afbeeldingen |
| Terrein waarin overblijfselen van de "ridderhofstad Nieveld" | Archeologisch monument   | Middeleeuwen                              |                       |                             | 52° 4' 54" NB, 5° 0' 58" OL  | 46101  | Meer afbeeldingen |
| Sint Willibrordkerk: pastorie | Kerkelijke dienstwoning  | 1885 (bouw) 1935 (vergroot)               | Nicolaas Molenaar sr. | Past. Ohllaan 34 (Pastorie) | 52° 6' 15" NB, 5° 0' 52" OL  | 520227 | Meer afbeeldingen |
| Sint Willibrordkerk: kerkgebouw | Kerk en kerkonderdeel    | 1884                                      | Nicolaas Molenaar sr. | Past. Ohllaan 34            | 52° 6' 15" NB, 5° 0' 52" OL  | 520228 | Sint Willibrordkerk: kerkgebouw |
| Sint Willibrordkerk: processietuin | Tuin, park en plantsoen  | 1885                                      | Nicolaas Molenaar sr. | Pastoor Ohllaan bij 36      | 52° 6' 16" NB, 5° 0' 53" OL  | 520229 | Meer afbeeldingen |
| Sint Willibrordkerk: hekwerk | Erfscheiding             | 1885                                      | Nicolaas Molenaar sr. | Pastoor Ohllaan bij 36      | 52° 6' 16" NB, 5° 0' 53" OL  | 520230 | Sint Willibrordkerk: hekwerk |
| Tuinhuisje | Tuin, park en plantsoen  | ca. 1830                                  |                       | 't Spijk bij 2              | 52° 6' 15" NB, 5° 0' 45" OL  | 520241 | Upload foto |

## Woonachtig
- Marinus Dijkhuizen, voormalig profvoetballer nu voetbaltrainer